# Arno Franzen
Arno Franzen (Montenegro, 14 de janeiro de 1918 — , ) foi um remador brasileiro.
Destacou-se nas provas de remo pelo Clube de Regatas Almirante Barroso, o que o levou aos Jogos Olímpicos de Verão de 1936 em Berlim, onde disputou o oito com com Alfredo de Boer, Lauro Franzen, Nilo Franzen, Ernesto Sauter, Frederico Tadewald, Henrique Kranen Filho, Máximo Fava e Rodolph Rath (timoneiro).